# کاسانو دآددا
کاسانو دآددا (به ایتالیایی: Cassano d'Adda) یک کومونه در ایتالیا است که در استان میلان واقع شده‌است.

## خصوصیات
کاسانو دآددا ۱۸ کیلومترمربع مساحت و ۱۸٬۷۵۶ نفر جمعیت دارد و ۱۳۳ متر بالاتر از سطح دریا واقع شده‌است.